# Martín Galván
Martín Luis Romo Galván (Acapulco, 14 febbraio 1993) è un calciatore messicano, attaccante del Salamanca UDS.

## Carriera
Esordisce con la maglia del Cruz Azul il 5 gennaio 2008, diventando il giocatore professionista più giovane del calcio messicano.